# Cyathea amboinensis
Cyathea amboinensis är en ormbunkeart som först beskrevs av Cornelis Rugier Willem Karel van Alderwerelt van Rosenburgh, och fick sitt nu gällande namn av Elmer Drew Merrill. Cyathea amboinensis ingår i släktet Cyathea och familjen Cyatheaceae. Inga underarter finns listade.